# Мале Пулозеро
Мале́ Пуло́зеро (рос. Малое Пулозеро) — невелике льодовикове озеро на Кольському півострові, знаходиться на території Кольського району Мурманської області, Росія.
Озеро має видовжену з півночі на південь форму, при чому розширюється на північ. Береги порізані, має численні затоки, особливо на північному сході. Береги заліснені. До озера стікають сусідні дрібні озера, а сама водойма стікає до озера Пулозеро, у його північно-східній частині. На цій річці довжиною всього 600 м, знаходиться селище Тайбола. Озеро використовується для риборозведення. По східному березі проходить автомобільна магістраль.